# Ulica Igielna we Wrocławiu
Ulica Igielna – ulica na Starym Mieście we Wrocławiu.
Ulica Igielna biegnie równolegle do północnej pierzei wrocławskiego rynku, łącząc dwie wychodzące z niego w kierunku północnym ulice: Odrzańską i Kuźniczą. W środkowej części przecina ją trzecia z wychodzących z Rynku na północ ulic – Więzienna. Nazwa ulicy (niem. Nadlergasse) związana jest z zamieszkującymi tę ulicę w czasach średniowiecza przedstawicielami cechu igielników. W czasie badań archeologicznych odkryto tu pozostałości zabudowy drewnianej pochodzącej z XIII w. oraz odpady z produkcji grzebieni i paciorków. Pierwsza wzmianka o ulicy pochodzi z roku 1369, natomiast nazwa ulicy po raz pierwszy wymieniona została w roku 1390 jako naldenergasse. W późniejszych źródłach wymieniana była także nazwa kammergasse. Do lat dziewięćdziesiątych XIX w. domy przy ulicy Igielnej nie posiadały swojej numeracji, przypisane były do numerów adresowych północnej pierzei Rynku (strona południowa) i południowej części ulicy Kotlarskiej (strona północna).

## Literatura
- Zygmunt Antowiak: Ulice i place Wrocławia. Wrocław-Warszawa-Kraków: Ossolineum, 1970, s. 71.
- Encyklopedia Wrocławia. Wrocław: Wydawnictwo Dolnośląskie, 2003, s. 302.
- Hermann Markgraf: Die Straßen Breslaus nach ihrer Geschichte und ihren Namen. Breslau: Verlag von E. Morgenstern, 1896, s. 133–134.